# A cavallo
A cavallo è un'espressione utilizzata in araldica per indicare una persona che inforca un animale.

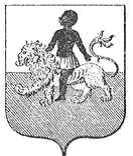
Moro a cavallo di un leone
Guerriero a cavallo nello stemma della Lituania
Vescovo a cavallo (Manfredonia)